# بولو (مغنية)
بولو هي مغنية كندية، ولدت في 1999 في ألمانيا.

## وصلات خارجية
- الموقع الرسمي
- بولو على موقع ميوزك برينز (الإنجليزية)
- بولو على موقع أول ميوزيك (الإنجليزية)
- بولو على موقع ديسكوغز (الإنجليزية)